# Kānī Ḩoseyn Bak
Kānī Ḩoseyn Bak (persiska: كانی حُسِينبَگ, حُسِين آباد, كانی حُسِين بِيگ, كانئ حُسِين بِيگ, كانی, Kānī Ḩoseynbag, کانی حسین بک, کانی حسین بگ) är en ort i Iran.   Den ligger i provinsen Kurdistan, i den nordvästra delen av landet, 400 km väster om huvudstaden Teheran. Kānī Ḩoseyn Bak ligger 1 612 meter över havet och antalet invånare är 245.
Terrängen runt Kānī Ḩoseyn Bak är bergig åt sydväst, men åt nordost är den kuperad.Runt Kānī Ḩoseyn Bak är det ganska tätbefolkat, med 65 invånare per kvadratkilometer. Närmaste större samhälle är Pāveh, 18,2 km sydväst om Kānī Ḩoseyn Bak. Trakten runt Kānī Ḩoseyn Bak består i huvudsak av gräsmarker.